# Bairamaül
Bairamaül (en rus: Байрамаул) és un poble de la república del Daguestan, a Rússia. Segons el cens del 2010 tenia 2.858 habitants.